# Ryōko Fujimoto
Ryōko Fujimoto (jap. 藤本 涼子 Fujimoto Ryōko; ur. 18 kwietnia 1966 w Kurashiki, znana także jako Ryōko Watanabe) – japońska judoczka. Olimpijka z Barcelony 1992, gdzie zajęła szesnaste miejsce w wadze średniej.
Brązowa medalistka mistrzostw świata w 1986 i 1991. Startowała w Pucharze Świata w 1990 i 1992 roku. Wicemistrzyni igrzysk azjatyckich w 1990. Triumfatorka mistrzostw Azji w 1991 roku.

## Letnie Igrzyska Olimpijskie 1992
| Konkurencja | Eliminacje   | Eliminacje             | Klas. końcowa |
| Konkurencja | Przeciwnik I | Przeciwnik II          | Miejsce       |
| ----------- | ------------ | ---------------------- | ------------- |
| 66 kg       | los wolny    | Sandra Greaves (CAN) P | 16.           |